# Seefalke
Pour l’article homonyme, voir Seefalke.
Le Seefalke est un ancien remorqueur de sauvetage en haute mer construit en 1924 au chantier naval  Joh. C. Tecklenborg à Geestemünde. Il est, désormais navire musée, amarré au Deutsches Schifffahrtsmuseum de Bremerhaven. Il est classé monument historique.

## Historique
Le remorqueur était principalement utilisé en Europe pour secourir des navires en détresse. En 1928, le Seefalke a remorqué le croiseur de bataille SMS Moltke, qui a été coulé à Scapa Flow en 1919, à Rosyth, en Écosse, pour la mise au rebut.
Basé un temps en Bretagne, le Seefalke était le grand concurrent du fameux remorqueur Iroise du Capitaine Malbert (célébré dans le roman de Roger Vercel Remorques, qui fut porté à l'écran par Jean Grémillon) dans le domaine du sauvetage commercial.
Il a pour immense avantage sur son concurrent français d'être équipé de moteurs Diesel dont la séquence de démarrage et de montée en température est de quelques dizaines de minutes alors que pour pouvoir appareiller en urgence, son concurrent français doit rester sous pression et brûler des tonnes de charbon, même à quai.
En 1945, le remorqueur a été coulé dans le port lors d'un raid aérien sur Kiel. Après que les alliés aient levé les interdictions de sauvetage en 1950, il a été renfloué et réparé au chantier naval Schichau-Seebeckwerft à Bremerhaven, avant d'être remis en service.

### Préservation
Depuis 1970, le remorqueur se trouve dans le port du  Deutsches Schifffahrtsmuseum dans le vieux port de Bremerhaven.
Depuis le 1er mars 1976, la station du club de radio amateur de Bremerhaven est située dans l'ancienne salle radio du navire .

## Galerie

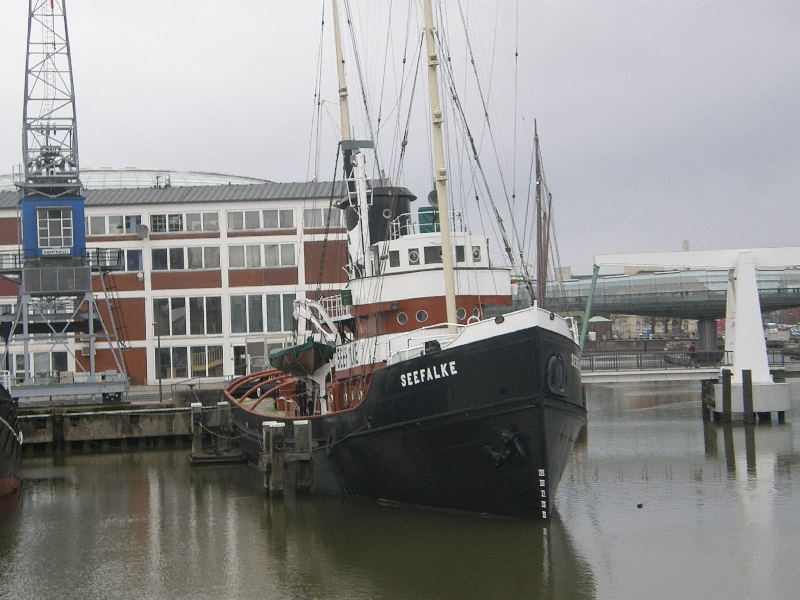
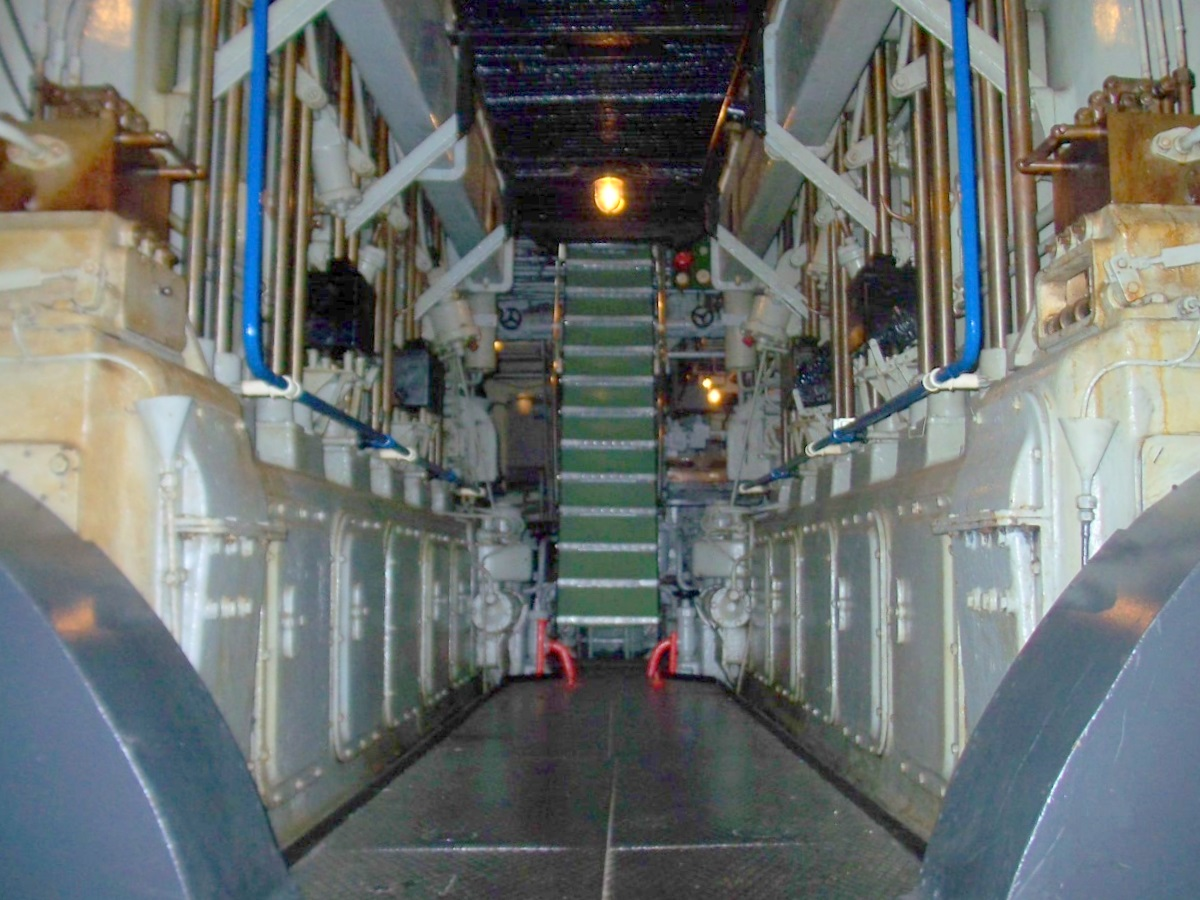
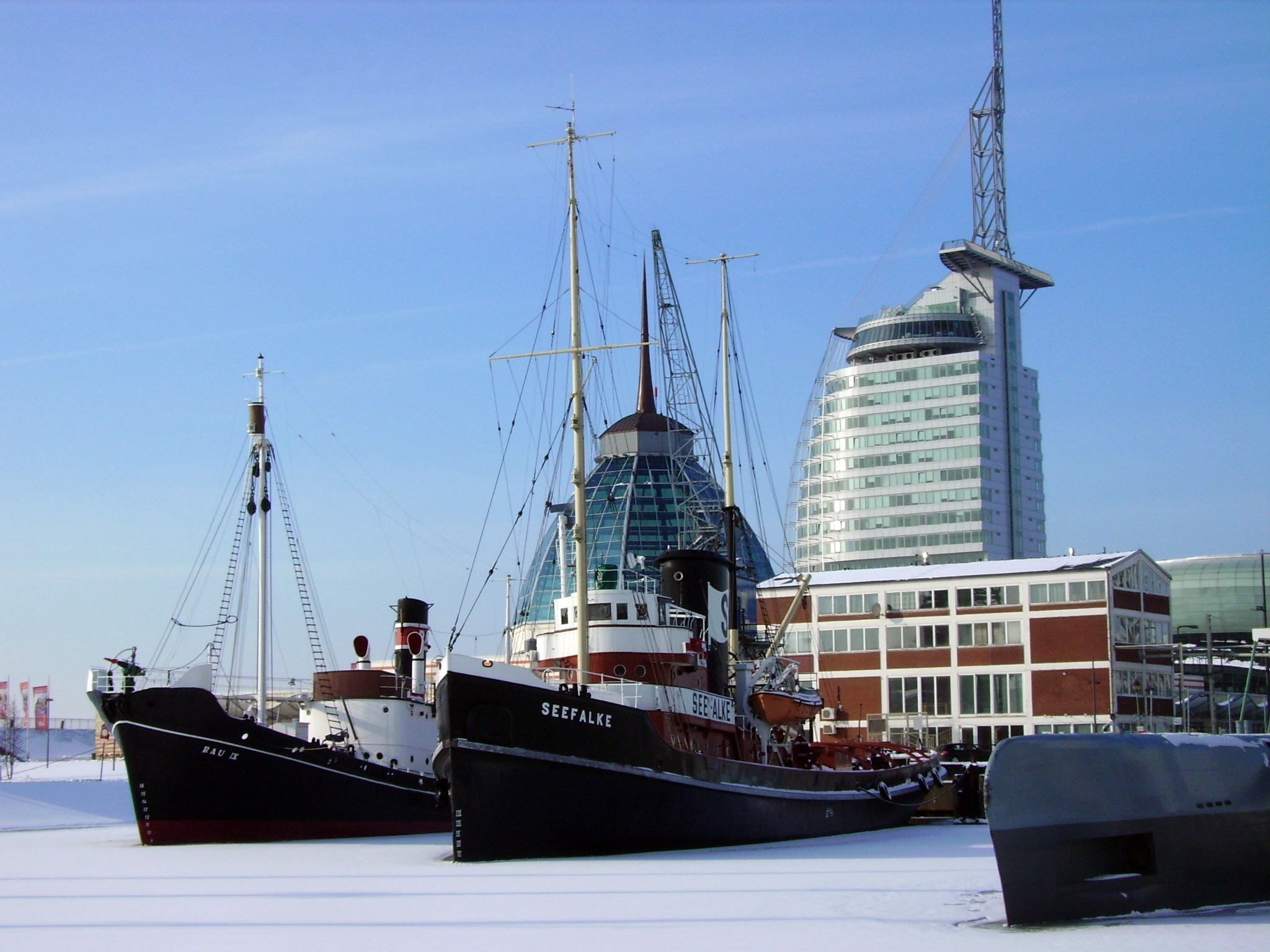
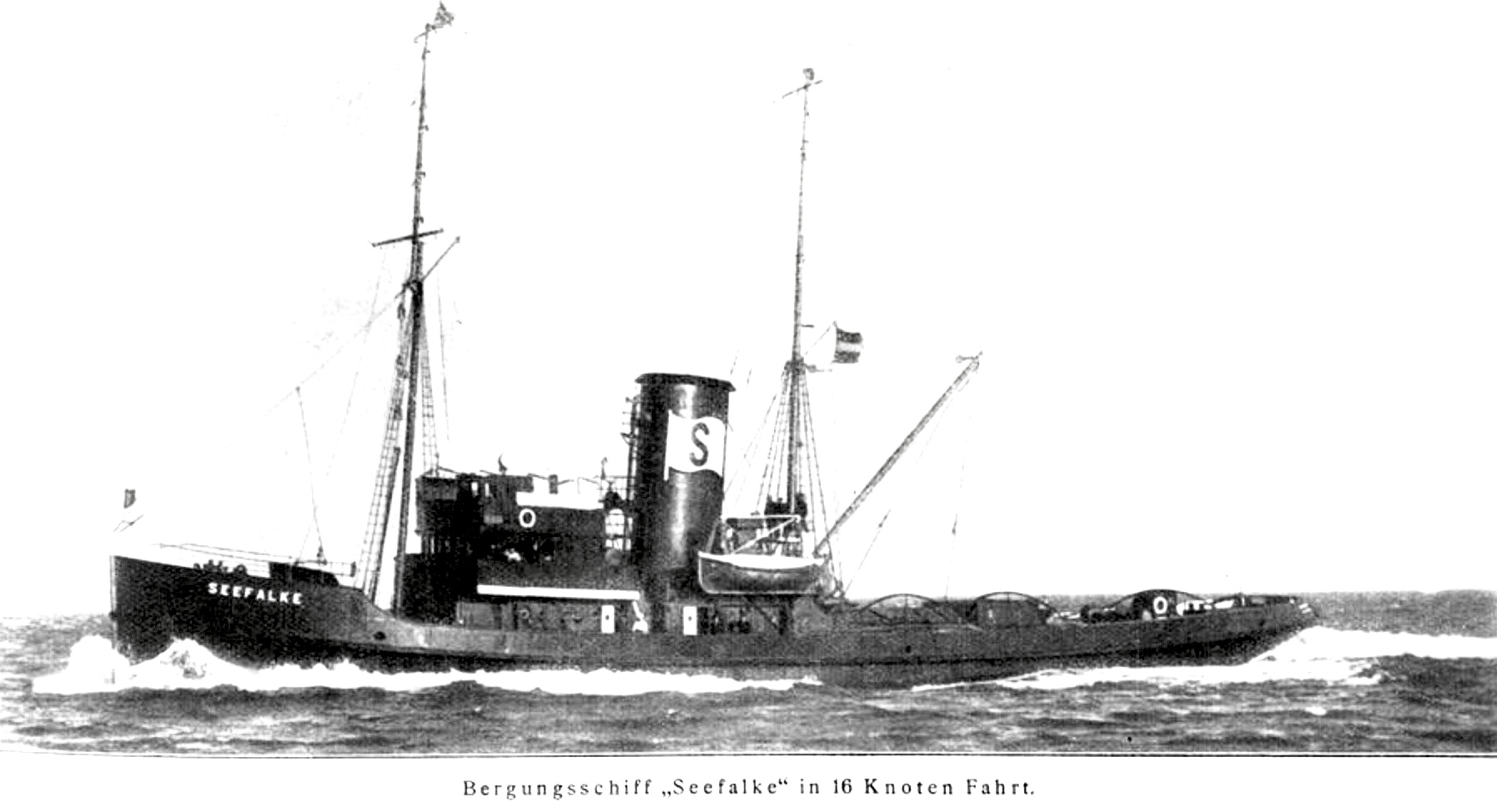
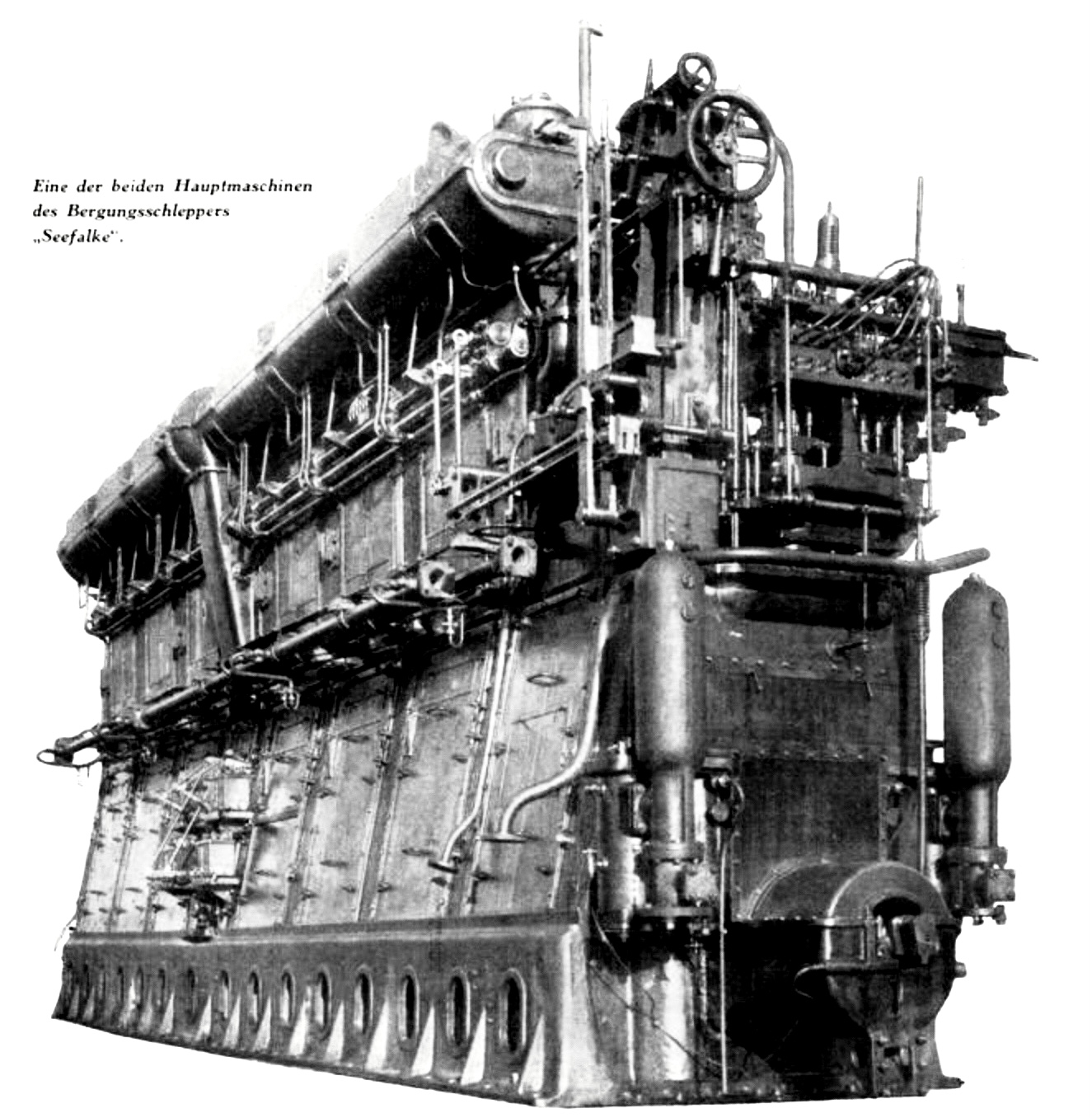
Moteur Seefalke